# Reckoning Song
Reckoning Song (englisch für ‚Abrechnungslied‘) ist ein Lied des israelischen Folk-Rock-Musikers Asaf Avidan und seiner Band The Mojos. Das Stück ist aus ihrem Debütalbum The Reckoning, erreichte aber erst nach einem Remix des deutschen DJs Wankelmut größere Bekanntheit.

## Entstehung und Artwork
Geschrieben wurde das Lied von Asaf Avidan. Arrangiert, gemischt und produziert wurde die Single ebenfalls von Avidan, jedoch in Zusammenarbeit mit Ori Winokur. Das Mastering erfolgte durch Kevorkian Mastering in New York City, unter der Leitung von Fred Kevorkian. Aufgenommen wurde das Lied in den Ogen Studios in Kibbuz (Israel) unter der Leitung von Winokur. Das Lied wurde zunächst unter dem Musiklabel Telmavar Records, später unter den Musiklabels Chrysalis Records, Fine. und Four Music veröffentlicht. Auf dem Cover der Maxi-Single ist – neben der Aufschrift des Künstlers und des Liedtitels – eine Berglandschaft zu sehen. Das Coverbild wurde von Manuel Ferrigato geschossen und von zentraleberlin bearbeitet.

## Veröffentlichung und Promotion
Die Erstveröffentlichung von Reckoning Song fand 2008 in Israel als Albumveröffentlichung statt. Vier Jahre später veröffentlichte der deutsche DJ Wankelmut einen Remix des Liedes unter dem Titel One Day / Reckoning Song (Wankelmut Remix). Die Erstveröffentlichung der Remixversion erfolgte zunächst via SoundCloud im Januar 2012. Durch den großen Anklang folgte ein halbes Jahr später die Veröffentlichung als Single am 4. Juni 2012. Zunächst stand das Stück nur als Einzeldownload zur Verfügung. Am 29. Juni 2012 folgte die Veröffentlichung einer digitalen Maxi-Single, die zwei weitere Versionen des Liedes beinhaltete. Am 3. August 2012 erfolgte die Veröffentlichung eines physischen Tonträgers in Deutschland, Österreich und der Schweiz. Bei der physischen Maxi-Single handelt es sich um eine 2-Track-Single, die einen „Club Mix“ und die Radioversion des Liedes beinhaltet. Zudem wurden regional verschiedene Remix-Singles, EPs und Vinylplatten zu Promotionzwecken veröffentlicht, die sich alle durch die Anzahl und der Auswahl ihrer B-Seiten unterscheiden.
Um das Lied zu bewerben, folgte unter anderem ein Liveauftritt in der Late-Night-Show Inas Nacht im Ersten.

## Hintergrundinformation
Bei einer Reise in den Vereinigten Staaten hörte Wankelmut den Akustik-Musiktitel Reckoning Song von Asaf Avidan & the Mojos, der ihn dazu inspirierte, den Musiktitel One Day zu produzieren. An dem Original gefiel ihm neben dem „Ohrwurmcharakter“ insbesondere die „Vielschichtigkeit“, dass der Titel mit einer „vergehenden Liebe abrechnet“, dabei aber „gleichzeitig sehr positiv verstanden werden kann“.
Avidan erfuhr über Facebook davon, dass Wankelmut einen Remix seines Titels Reckoning Song tätigte. Anfangs sei er gegen die Bearbeitung seines Stückes gewesen, Wankelmut hatte ohne seine Erlaubnis den Remix gemacht. Wankelmut fragte Avidan via Facebook ob ihm der Remix gefalle, dieser erwiderte darauf: „Klingt ganz hübsch, entspricht aber eher nicht meinem Stil.“ Zwei Monate später begann sich dieser Remix zu verbreiten. Inzwischen habe er akzeptiert, dass man seine Lieder auf ganz verschiedene Weisen interpretieren könne. Sie würden dadurch nicht schlechter. Sechs Jahre nach der Veröffentlichung des Remixes, bekräftigte Avidan in einem Interview mit der Allgemeinen Zeitung, dass das nicht seine Art von Musik sei. Im gleichen Zug beantwortete Avidan die Frage, ob der Remix Fluch oder Segen sei, mit folgenden Worten: „Alles hat seine guten und schlechten Seiten. Dieser Remix war sehr wichtig für meine Karriere, er hat ganz viele Menschen zu meiner Musik geführt.“ Er mache sich sehr viele Gedanken darüber, welche Wörter er für seine Texte benutze und wie er sie ordne. Das größte Problem in dem Remix liege darin, dass Wankelmut ohne sein Einverständnis eine Version geschaffen habe, in der sich immer wieder die gleichen zwei Zeilen wiederholen.
Avidan gab 2012 die Verwertungsrechte an seinem Musiktitel Reckoning Song für Wankelmut frei.

## Inhalt
Der Liedtext zu Reckoning Song ist in der englischen Sprache verfasst, auf Deutsch übersetzt bedeutet der Titel etwa „Abrechnungslied“. Die Musik und der Text wurden von Asaf Avidan geschrieben beziehungsweise komponiert. Musikalisch bewegt sich das Original im Bereich des Folk-Pop; die Remixversion Wankelmuts im Bereich der elektronischen Tanzmusik. In seinem Gesang, der häufig mit dem Janis Joplins oder Robert Plants verglichen wird, wechseln sich Falsettstimme und tiefere Stimmlagen ab. Im Lied geht es um die Verarbeitung einer Trennung und die Dinge, die in Zukunft noch hätten passieren können.
| „One day baby, we’ll be old. Oh Baby, we’ll be old. And think of all the stories, that we could have told.“ – Refrain, Originalauszug | „Eines Tages Baby, werden wir alt sein. Oh Baby, wir werden alt sein. Und an all die Geschichten denken, die wir hätten erzählen können.“ – Refrain, Übersetzung |

## Musikvideo
Das Musikvideo zu One Day / Reckoning Song (Wankelmut Remix) feierte am 22. Juni 2012 auf dem YouTube-Kanal von Four Music seine Premiere. Es zeigt eine kleine Gruppe von drei Personen, die durch eine Stadt ziehen und an verschiedenen Schauplätzen feiern. Immer wieder sind zwischen den dreien anzügliche Szenen zu sehen. Die Gesamtlänge des Videos beträgt 3:31 Minuten. Regie führten Daniel Franke und Sander Houtkruijer. Bis Januar 2023 zählte das Video über 208 Millionen Aufrufe bei YouTube.

## Mitwirkende
| Liedproduktion - Asaf Avidan: Abmischung, Arrangement, Gesang, Gitarre, Komponist, Liedtexter, Musikproduzent - Fred Kevorkian: Mastering - Hadas Kleinman: Cello - Ran Nir: Bass - Roi Peled: Gitarre - Yoni Sheleg: Schlagzeug - Wankelmut: Remix - Ori Winokur: Abmischung, Arrangement, Musikproduzent, Tonmeister Unternehmen - Chrysalis Records: Musiklabel - Fine.: Musiklabel - Four Music: Musiklabel - Kevorkian Mastering: Mastering - Ogen Studios: Tonstudio - Telmavar Records: Musiklabel - zentraleberlin: Artwork (Coverbild) | Artwork - Manuel Ferrigato: Fotograf (Coverbild) Musikvideo - Daniel Franke: Regisseur - Tanja Henning: Maskenbildner - Sander Houtkruijer: Filmeditor, Regisseur - Carlos Andres Lopez: Kameramann - Albrecht von Grünhagen: Kameraassistent - Ilja Stahl: 2. Regieassistent - Martin Carolus Zillmann: 1. Regieassistent |

## Kommerzieller Erfolg

### Chartplatzierungen
One Day / Reckoning Song (Wankelmut Remix) erreichte in Deutschland Position eins der Singlecharts und konnte sich insgesamt sieben Wochen auf Position eins, 16 Wochen in den Top 10 und 51 Wochen in den Charts halten. In Österreich erreichte die Single auch die Chartspitze und konnte sich insgesamt sechs Wochen auf dieser halten sowie 13 Wochen in den Top 10 und 34 Wochen in den Charts. In der Schweiz erreichte die Single ebenfalls Position eins und konnte sich insgesamt sieben Wochen an der Spitze, 17 Wochen in den Top 10 und 48 Wochen in den Charts halten. Im Vereinigten Königreich erreichte die Single in sieben Chartwochen Position 30 der Charts. Des Weiteren platzierte sich One Day / Reckoning Song (Wankelmut Remix) in den Jahres-Singlecharts von 2012 auf Position fünf in Deutschland und Österreich sowie auf Position vier in der Schweiz. 2013 konnte sich die Single erneut in den Schweizer-Jahrescharts platzieren, wobei sie Position 56 erreichte. Darüber hinaus erreichte die Single Position eins in folgenden Ländern: Belgien (Flandern und Wallonien), Griechenland, Italien, Niederlande, Polen und Slowakei.
Für Avidan ist es weltweit der erste und bislang einzige Charterfolg. Für Wankelmut ist dies ebenfalls weltweit der erste Charterfolg. In Deutschland, Österreich und der Schweiz konnte sich bis heute keine Single von ihm höher und länger in den Charts platzieren.
| ChartsChartplatzierungen     | Höchstplatzierung | Wochen |
| ---------------------------- | ----------------- | ------ |
| Deutschland (GfK)            | 1 (51 Wo.)        | 51     |
| Österreich (Ö3)              | 1 (34 Wo.)        | 34     |
| Schweiz (IFPI)               | 1 (48 Wo.)        | 48     |
| Vereinigtes Königreich (OCC) | 30 (7 Wo.)        | 7      |

| ChartsJahrescharts (2012) | Platzierung |
| ------------------------- | ----------- |
| Deutschland (GfK)         | 5           |
| Österreich (Ö3)           | 5           |
| Schweiz (IFPI)            | 4           |

| ChartsJahrescharts (2013) | Platzierung |
| ------------------------- | ----------- |
| Schweiz (IFPI)            | 56          |

### Auszeichnungen für Musikverkäufe
One Day / Reckoning Song (Wankelmut Remix) erhielt weltweit eine Silberne, drei Goldene sowie 14 Platin-Auszeichnungen. Damit erhielt die Single Schallplattenauszeichnungen für mehr als eine Million verkaufter Einheiten. Universal zufolge soll die Single weltweit über 1,5 Millionen Exemplare abgesetzt haben.
| Land/Region                  | Auszeichnungen für Musikverkäufe (Land/Region, Auszeichnung, Verkäufe) | Verkäufe  |
| ---------------------------- | ---------------------------------------------------------------------- | --------- |
| Belgien (BRMA)               | Platin                                                                 | 30.000    |
| Dänemark (IFPI)              | Gold                                                                   | 15.000    |
| Deutschland (BVMI)           | Platin                                                                 | 300.000   |
| Frankreich (SNEP)            | Platin                                                                 | 150.000   |
| Italien (FIMI)               | 4× Platin                                                              | 120.000   |
| Neuseeland (RMNZ)            | Gold                                                                   | 7.500     |
| Österreich (IFPI)            | Platin                                                                 | 30.000    |
| Portugal (AFP)               | Gold                                                                   | 5.000     |
| Schweden (IFPI)              | 3× Platin                                                              | 120.000   |
| Schweiz (IFPI)               | 3× Platin                                                              | 90.000    |
| Vereinigtes Königreich (BPI) | Silber                                                                 | 200.000   |
| Insgesamt                    | 1× Silber · 3× Gold · 14× Platin ·                                     | 1.067.500 |

## Coverversionen
- 2012: Janne Schra
- 2013: Violetta Zironi, sie sang das Lied in der siebten Staffel der italienischen Ausgabe von The X Factor. Das Stück befindet sich auf ihrer ersten EP Dimmi che non passa.
- 2013: Sidoine, er sang das Lied in der neunten Staffel von Star Academy. Das Stück befindet sich auf seinem Debütalbum Les meilleurs moments.
- 2013: Julia Engelmann, sie verwendete das Original für eine deutsche Adaption während eines Poetry-Slam, der zum viralen Erfolg wurde.[35]
- 2014: SpongeBob Schwammkopf (Komm schon, Gary), das Stück befindet sich auf dem sechsten Spongebob Schwammkopf Sampler Mein Gedudel.
- 2015: Les Derhosn, die deutsche Kabarettmusikgruppe nahm eine deutschsprachige Version mit dem Titel Scheiße Baby, mia wean oid auf.[36]